# 莱里
莱里（法語：Léry，法語發音：[leʁi]）是法国厄尔省的一个市镇，属于莱桑德利区。

## 地理
莱里（49°17'7"N, 1°12'24"E）面积14.51 平方千米，位于法国诺曼底大区厄尔省，该省份为法国北部内陆省份，北起滨海塞纳省，西接奧恩省和卡爾瓦多斯省，南至厄尔-卢瓦省，东临瓦兹省、瓦兹河谷省和伊夫林省。
与莱里接壤的市镇（或旧市镇、城区）包括：莱当、蓬德拉尔什、波斯。

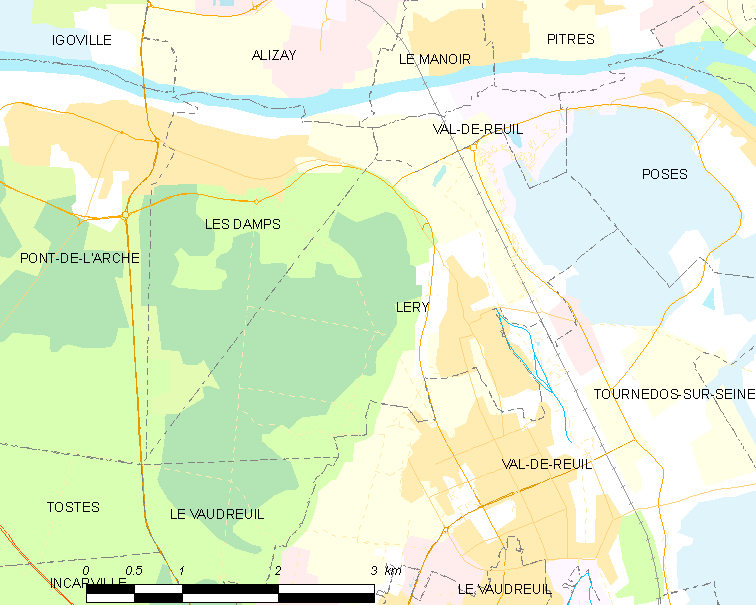
莱里的OSM定位图

莱里的时区为UTC+01:00、UTC+02:00（夏令时）。

## 行政
莱里的邮政编码为27690，INSEE市镇编码为27365。

## 政治
莱里所属的省级选区为瓦勒德勒伊县。

## 人口

1962-2008年间莱里人口变化图示

莱里于2022年1月1日时的人口数量为1984人。